# Tikos (Magyarország)
Tikos község Somogy vármegyében, a Marcali járásban.

## Fekvése
A Balatontól légvonalban 8 kilométerre, gépjárművel, vagy kerékpárral 14 kilométerre délre, Marcalitól északnyugatra, Főnyed és Hollád közt fekvő település. Közigazgatási területén áthalad az M7-es autópálya és a 7-es főút is, de a belterülete csak egy öt számjegyű mellékúton érhető el a 7-es felől (75 104-es út), illetve a sztráda túloldalán fekvő Szegerdő irányából egy önkormányzati úton, amely felüljáróval keresztezi az autópálya nyomvonalát. Területének keleti határszélén húzódik a 7501-es út kezdeti szakasza is.

## Története
A település és környéke ősidők óta lakott hely lehetett, ezt bizonyítják a település közelében futó M7-es autópálya nyomvonalában 2003-ban feltárt késő bronzkorból és a római korból való leletek is.
A mai Tikos Árpád-kori település. Nevét 1299-ben említette először oklevél Tykus alakban írva. A 14. század közepén Fejéregyházi György birtoka volt, akinek leányát I. Lajos király 1368-ban fiúsította. 1405-ben thapsoni Anthymus János  (fl. 1368–1423) nyerte Fejéregyházi Katics asszonytól, majd 1406-ban Berzenczei Lóránt fia, György kapta meg. A 14. században három ilyen nevű helység volt egymás mellett: 1417-ben a Középtikos nevű helységben lévő Sávolyi Gyöke család birtokait thapsoni Anthymus János nyerte adományul. 1474-ben pedig Véssey Miklós zálogosított el egyes részeket Alsó-Tikos helységben.
Az 1464-1482 közötti években Szenyér várának tartozékai között szerepelt. 1480-ban Berzenczei Sandrin pert indított Közép-Tikos miatt Páti Török Kocsárd ellen. 1484-ben Szobi Péter fia, Mihály, itteni birtokrészeit Batthyány Boldizsár kőszegi kapitánynak és grebeni Hermanfi Lászlónak zálogosította el. 1486-ban Mátyás király Páti Török László itteni birtokait Tolnai Bornemisza Jánosnak adományozta, aki azonban, kegyelmet eszközölve ki számára, birtokai felét neki visszaadta. 1496-ban Hollád-Tikos is említve volt, amely ekkor a Tóti Lengyel család birtoka. Az 1536 évi adólajstromban is két Tikos nevű helységet találunk: Tikos, Holláddal együtt, az esztergomi káptalan birtoka, Kápolnás-Tikos pedig Véssey László és Gáspár birtoka volt. Az 1550 évi adólajstromban pedig már három ilyen nevű helység is előfordult: Közép-Tikos, mely elpusztultnak volt írva; földesura Lengyel Boldizsár volt, Alsó-Tikos, ennek lakosai az adólajstrom szerint szétfutottak. Ennek Véssey László volt a földesura. Hollád-Tikos, melynek Wárday Zsigmond volt a földesura.
Száztíz évvel később, az 1660 évi dézsmaváltságjegyzékben már csupán egy Tikos fordult elő: és ez a szigligeti várhoz tartozott. 1703 körül egy összeírás szerint Felső-Tikos Festetics Pál, Kis-Tikos Bakó Farkas birtoka volt. 1726-ban pedig Felső-Tikos Festetics Kristófé, Kis-Tikos pedig 1726-1733 között is Bakó Farkas birtoka volt. Az 1733 évi összeírásban pedig már Felső-Tikos Nagy-Tikos alakban volt írva. 1767-ben mindkét Tikos Festetics Kristóf birtoka volt. 1776-ban Nagy- és Kis-Tikos Festetics Pálé, 1835-ben pedig gróf Festetics Lászlóé volt.
A 20. század elején Somogy vármegye Marcali járásához tartozott.
1910-ben 303 magyar lakosa volt. Ebből 301 római katolikus volt.

## Turizmus
A mindössze 134 lelkes Tikos fekvése rendkívül kedvező, hiszen a Balatoni térség legfontosabb autópályája az M7-es közvetlen szomszédságában elterülő település rendkívül könnyen megközelíthető, mindössze egy kilométerre a lehajtótól el lehet érni a község központját. A hetes autóút pedig a településre közvetlen lehajtást ad.
Az erdővel körülölelt község remek lehetőséget kínál akár a gyalogosan, akár a kerékpárral túrázóknak, hiszen 10-15 km távolságon belül megannyi kirándulási és kikapcsolódási lehetőség várja a természet szerelmeseit. A Balatonpart, a Kis-Balaton, a Marcali-hát, a Bari- és a Marcali hegy is ebben a távolságban érhető el. Látnivalók garmada található laza kerékpártúra távolságra, mint a Csillagvár Múzeum, Szent-Donát kápolna, Kis-Balaton Látogatóközpont, Kápolnapusztai Bivalyrezervátum, Kányavári sziget, Fekete István emlékhely, megannyi kilátó, turistaút, pihenő- és emlékhely valamint tájház található a közvetlen közelben.
De a városlátogatásra, aktív pihenésre, wellnessezésre, strandolásra, termálfürdőre vágyók is megtalálják 20-25 perc autóúton belül Keszthely, Marcali, Nagykanizsa, Hévíz, Marcali, Zalakaros, Zalavár, Balaton- berény, szentgyörgy, máriafürdő, kerszetúr, újlak és fenyves településeket. A Balaton közelsége mely akár kerékpárúton is megközelíthető, a Balatonberényi vagy a Balatonmáriafürdői strand és szabadstrandok, a Zalakarosi, Hévizi, vagy akár a Csisztapusztai fürdő és termálmedencék várják a közelben azokat, akik a vizes kikapcsolódásra vágynak télen-nyáron.
Nem csak a nagyobb városok, de a környékbeli kistelepülések is igyekeznek évről évre színesebb programokkal szórakoztatni mindazokat, akik megszerették a nyugati medence környezetét, klímáját, értékeit és településeit.

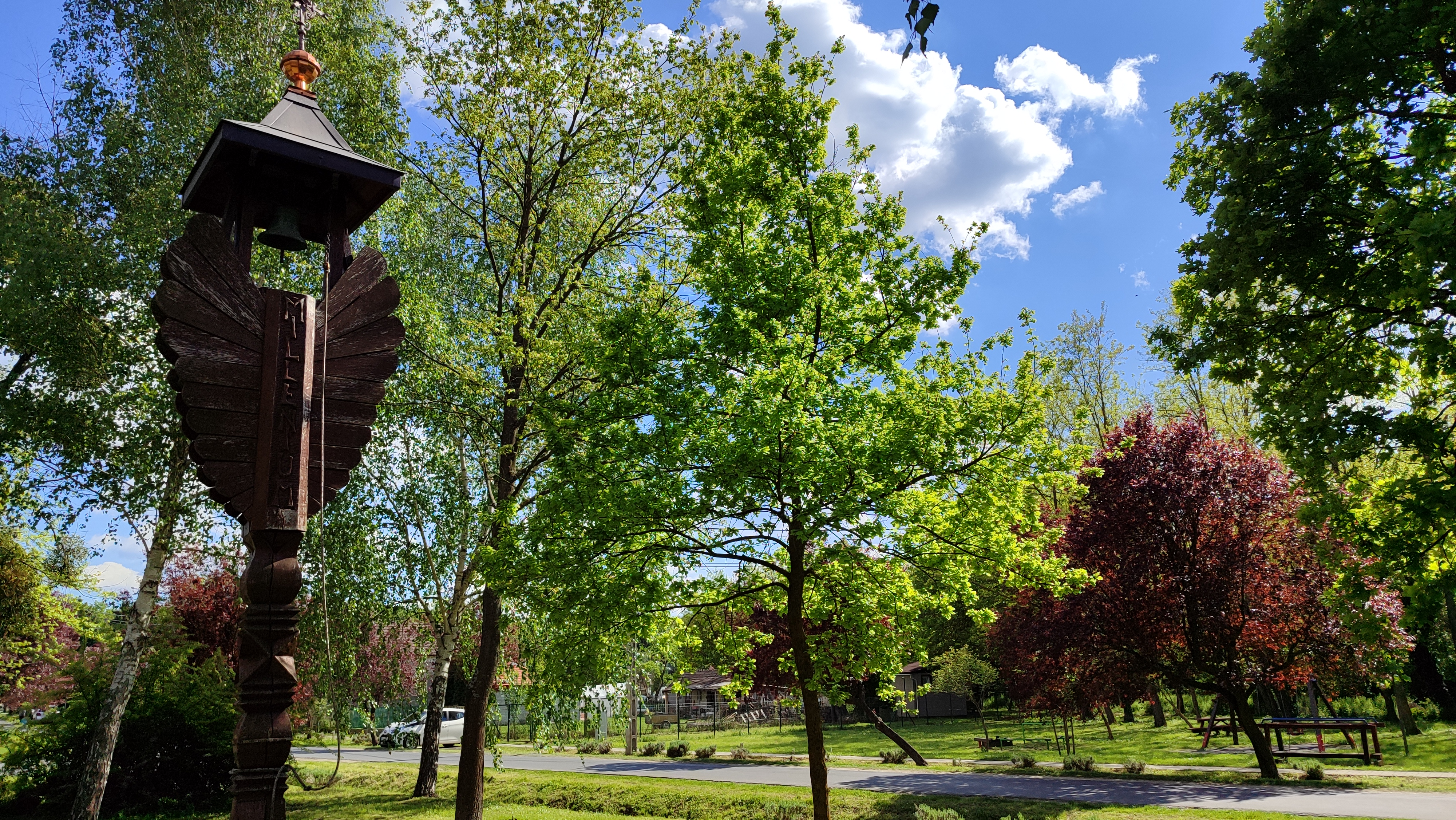
Tikos település központja haranglábbal

A szép borok szerelmesei is megtalálják számításukat Tikos környékén, hiszen a Balatonboglári-, a Balatonfelvidéki- és a Zalai-borvidék közelsége remek pincékkel és borászatokkal várja a kóstolókat és a hozzáértő fogyasztókat egyaránt.
Akik a gasztronómia szerelmesei azoknak pedig jó hír, hogy a környékbeli felkapottabb éttermek jellemzően nem csak szezonálisan, de egész évben várják a vendégeket igen kedvező árakkal.

## Térség földrajza
E térség rétekkel és legelőkkel, ártéri ligetekkel tagolt, rossz lefolyású ártéri síkság. A somogyi parti sík ezen része az alacsony dombhátak, valamint a közéjük és a tóparti turzások közé zárt, rossz lefolyású, lápos réti talajú árterek és síklápok (ún. Nagy-Berek) területe. A Kis-Balaton mocsárvidékén lévő Főnyed, Vörs, valamint - még a Marcali-háthoz tartozó - Sávoly, Balatonkeresztúr és Tikos tartoznak ebbe a csoportba. Az említett turzások és berkek jelzik a tó történeti időkben is jelentős (4,5 m-es) vízszint ingadozásait.

## Régészeti feltárások
Az M7-es autópálya építése miatt 2003 augusztusában régészeti feltárásokat kezdtek meg a Somogy Megyei Múzeumok Igazgatósága és a Magyar Tudományos Akadémia Régészeti Intézete közötti együttműködés keretében. A lelőhely Tikos településtől nyugatra, a falu határától valamivel több, mint száz méterre, részben mezőgazdasági művelés alatt álló, részben fűvel és cserjével benőtt, nyugati irányba enyhén emelkedő dombon fekszik. A lelőhely déli végén a területnek nevet adó, újkori homokkitermelő gödrök a régészeti objektumokat minden valószínűség szerint elpusztították.
A mocsaras területeken cölöpökre emelt házakat építettek, ezt figyelték meg Tikos-Homokgödrök lelőhelyen is. Tikos két lelőhelye és Szőkedencs - olyan földrajzi területen fekszik, ahol a mély, esős időben járhatatlan területből kiemelkedő szigetszerű magaslatokon zsúfolódnak a különböző korok emlékei. Tikoson a késő Árpádkor gazdag leletanyaga került elő: nemcsak nagyszámú kerámia, hanem falusias településeken ritkább üvegedények töredékei, különlegesség a Tikos-Nyárfás-dűlő nevű lelőhelyen feltárt Árpád-kori és középkori falu anyagából egy bronzedényhez - feltehetően *aquamanilához - tartozó, forgórészén kakas, kiöntőjén vadkanfejjel díszített bronz csap.
*(Az aquamanile latin kifejezés, mely olyan általában fémedényt jelöl, melyben a középkorban az istentisztelet alatt vizet tároltak, ill. abból a pap számára a mosdótálba öntötték.)
A lelőhely objektumainak túlnyomó többségéből a késő bronzkori urnamezős kultúra jellegzetes leletanyaga került lő. A kerámiák mellett nagy számban találtak agyagnehezékeket, őrlőköveket, csont- illetve csiszolt kőeszközöket, orsógombokat és különböző típusú bronztűket. A késő bronzkori objektumok a területen általában tároló- és hulladékgödrök, ezeken kívül számos cölöp lyuk is előkerült, amelyek között egyetlen esetben figyelhettünk meg épületszerkezetre utaló összefüggést. Feltártak továbbá két kutat, amelyekben ácsolt szerkezetet nem találtak, csupán az egyik betöltéséből előkerült korhadt famaradványok jelezték a szerkezet valamikori meglétét.
A megnyitott felület déli harmadában egy római kori telep néhány objektumát tárták fel. A korszak tároló és hulladékgödrein kívül, mindössze egyetlen kelet-nyugati tájolású, félig földbe mélyített házat bontottak ki. Gödrének alján jól megfigyelhetőek voltak a letaposott belső járószint foltjai. A telep szerkezetének rekonstruálására - gazdasági jellegű objektumok, határoló árkok és több lakóobjektum hiányában – nem volt lehetőség. A kibontott objektumok gazdag leletanyaga alapján nagyobb római kori települést feltételeznek.
M7-es autópálya Somogy megyei szakaszán feltárt Ordacsehi-Kis-töltés lelőhely egyik pontosan keltezett kelta kori kútjából származó gerenda, amely azért érdemel figyelmet, mert a viszonylag szabályosan növő fa évgyűrűvastagságai a fa 50. évét követően hirtelen és tartósan megugrottak. Ezt a jelenséget a szakirodalomban németül Lichtwuchsreaktion-nak, angolul clearingeffect-nek nevezik (találó magyar elnevezés még nem született), mely azt a folyamatot jelenti, amikor a környező fák kivágása miatt a korábban alászorult helyzetben levő fa a rendelkezésére álló, a korábbinál lényegesen több fény, levegő, víz és tápanyag következtében hirtelen ugrásszerű növekedésbe kezd. Azaz a gerenda évgyűrűszerkezete egy jelentősebb szálasé, azaz nem minden fát kivágó erdőirtás és ehhez kapcsolódó településszerkezeti változás (új falvak megjelenése, bővítése) nyomát őrizte meg, amely Kr.e. 346-ban történt.
A közelben feltárt Tikos-Homokgödrök (M7/S44) lelőhely egyik kelta/római kori kútjából előkerült famaradványok pontosan erre utalnak. Ugyanis ezeket a fákat legkorábban Kr.e. 358-ban vágták ki, így a vizsgált területen két nagyobb megtelepedési hullámot sikerült az évgyűrűk segítségével megfigyelni a kérdéses időszakban: az első során létesült a Tikos határában feltárt kút (és a hozzá tartozó település), Kr. e. 358 után, valószínűleg Kr. e. 346-ban. Mivel erről az időszakról nincs írott forrás, az egyéb régészeti módszerek pedig nem alkalmasak ilyen különbség kimutatására, a vizsgálatok révén teljesen új ismeret birtokába jutottak a kutatók.

## Közélete

### Polgármesterei
- 1990–1994: Kónya László (független)[4]
- 1994–1998: Kónya László (független)[5]
- 1998–2002: Kónya László (független)[6]
- 2002–2006: Kónya László (független)[7]
- 2006–2010: Kónya László (független)[8]
- 2010–2014: Kónya László (független)[9]
- 2014–2019: Kónya László (független)[10]
- 2019–2024: Kónya László (független)[11]
- 2024– : Kónya László (független)[1]

## Népesség
A település népességének változása:
| Lakosok száma | 130  | 127  | 126  | 149  | 143  | 146  | 134  |
|               | 2013 | 2014 | 2015 | 2021 | 2022 | 2023 | 2024 |

A 2011-es népszámlálás során a lakosok 70,8%-a magyarnak, 26,5% cigánynak, 1,8% németnek mondta magát (29,2% nem nyilatkozott; a kettős identitások miatt a végösszeg nagyobb lehet 100%-nál). A vallási megoszlás a következő volt: római katolikus 32,7%, református 1,8%, görögkatolikus 0,9%, felekezeten kívüli 1,8% (62,8% nem nyilatkozott).
2022-ben a lakosság 88,1%-a vallotta magát magyarnak, 10,5% cigánynak, 3,5% németnek, 0,2% románnak, 1,4% egyéb, nem hazai nemzetiségűnek (11,2% nem nyilatkozott; a kettős identitások miatt a végösszeg nagyobb lehet 100%-nál). Vallásuk szerint 62,2% volt római katolikus, 1,4% református, 0,7% görög katolikus, 0,7% egyéb katolikus, 7,7% felekezeten kívüli (27,3% nem válaszolt).